# Julianowo (powiat rypiński)
Julianowo – wieś w Polsce położona w województwie kujawsko-pomorskim, w powiecie rypińskim, w gminie Brzuze. 
W latach 1975–1998 miejscowość administracyjnie należała do województwa włocławskiego.